# Ungava (schiereiland)
Ungava (Frans: péninsule d'Ungava) is het grote noordwestelijke schiereiland van de Canadese provincie Quebec. Ungava maakt deel uit van het nog veel grotere schiereiland Labrador en behoort tot de voornamelijk door Inuit bewoonde regio Nunavik. 

## Geografie
Het schiereiland grenst in het westen aan de Hudsonbaai, in het noorden aan de Straat Hudson en in het oosten aan de Ungavabaai. Het heeft een oppervlakte van ongeveer 252.000 km² en een maximale breedte van ruim 500 km. De noordelijke kaap van het schiereiland, en tegelijk van heel Quebec, is Kaap Wolstenholme.

### Plaatsen
Het schiereiland Ungava telt twaalf plaatsen die tezamen zo'n 12.000 inwoners tellen. De plaatsen staan hieronder alfabetisch vermeld met hun inwoneraantal in 2021.
- Akulivik - 642
- Aupaluk - 233
- Inukjuak - 1.821
- Ivujivik - 412
- Kangiqsualujjuaq - 956
- Kangirsuk - 561
- Kuujjuaq - 2.668
- Puvirnituq - 2.129
- Quaqtaq - 453
- Salluit - 1.580
- Tasiujaq - 420
- Umiujaq - 541